# پایانه اتوبوسرانی
پایانه اتوبوس رانی به فضاهای نسبتاً بزرگی گفته می‌شود که در آن‌ها امکان تردد و توقف اتوبوس‌های درون شهری و برون شهری و سوار و پیاده کردن مسافر وجود دارد. پایانه اتوبوس رانی در مقابل ایستگاه اتوبوس قرار می‌گیرد که کوچک و فاقد امکانات جانبی است. پایانه‌های اتوبوس رانی معمولاً در دو نقش عمل می‌کنند:
1. پایانه مسافربری برای انتقال مسافران در مسیرهای بین شهری
2. ایستگاه‌های انتقالی برای تعویض خطوط

## در ایران

### کلان‌شهر تهران

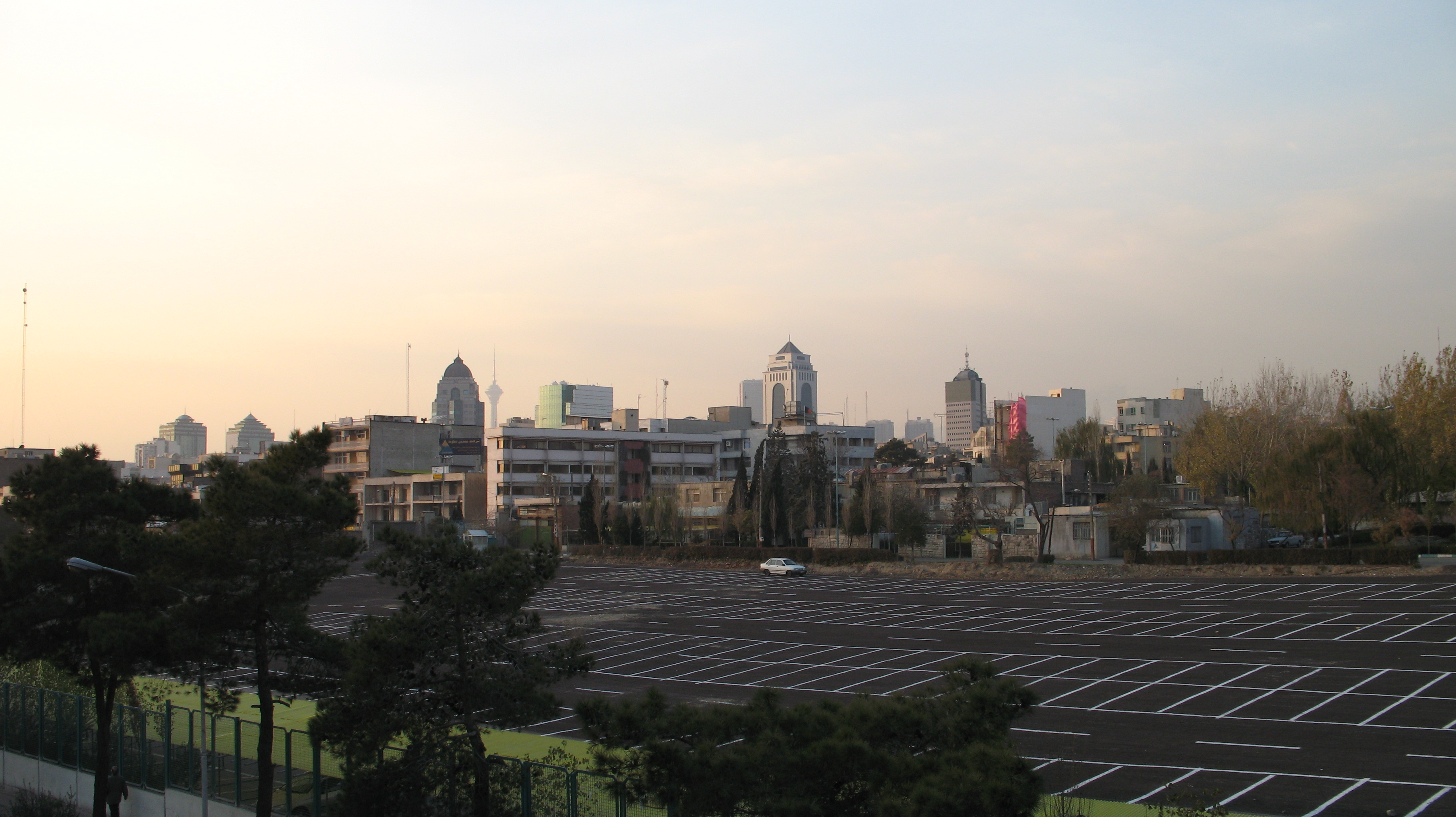
نمایی از پارک سوار بیهقی

در ایران از ترمینال‌های مسافربری پر تردد می‌توان به موارد زیر اشاره کرد:
- پایانه جنوب تهران
- پایانه آزادی (غرب) تهران
- پایانه شرق تهران

همچنین از ایستگاه‌های انتقالی و پایانه‌های درون شهری مربوط به خطوط شرکت واحد اتوبوسرانی در تهران نیز موارد زیر قابل توجه هستند:
- پایانه اتوبوس متروی میدان امام خمینی
- پایانه بیهقی واقع در میدان آرژانتین
- پایانه متروی صادقیه
- پایانه تجریش
- پایانه خاوران
- پایانه آزادی
- پایانه متروی شهرری
- پایانه متروی جوانمرد قصاب واقع در شمال شهرری
- پایانه آزادگان در جنوب غرب تهران ( منطقه 18 )
- پایانه متروی شهید حقانی در بزرگراه شهید حقانی
- پایانه شهید بهشتی در عباس آباد ضلع جنوبی مصلی، متروی شهید بهشتی
- پایانه کاوه در غرب میدان انقلاب
- پایانه علم و صنعت واقع در بزرگراه رسالت شرق حوالی دردشت
- پایانه شهید دستواره واقع در شمال میدان نوبنیاد ابتدای بلوار شهید دستواره ( معصومی )
- پایانه شهید زین الدین در شرق منطقه 4
- پایانه افق در حکیمیه
- پایانه شهید افشار معروف به پارک وی واقع در تقاطع ولیعصر و بزرگراه مدرس و چمران
- پایانه دریاچه در منطقه 22 حوالی دریاچه مصنوعی چیتگر
- پایانه شهران در منطقه 5
- پایانه شقایق واقع در متروی ارم سبز
- پایانه شهید باقری در شهرک باقری منطقه 22
- پایانه متروی ایران خودرو
- پایانه والفجر در افسریه[۱]

### سایر کلان‌شهرها
- پایانه امام‌رضا مشهد
- پایانه کاراندیش شیراز
- پایانه صفه اصفهان
- پایانه مسافربری تبریز
- پایانه آزادگان قزوین
- پایانه شهید کلانتری کرج